# Lychas hendersoni
Espèce
Synonymes
- Archisometrus hendersoni Pocock, 1897

Lychas hendersoni est une espèce de scorpions de la famille des Buthidae.

## Distribution
Cette espèce est endémique du Tamil Nadu en Inde,. Elle se rencontre dans les Shevaroy Hills vers Yercaud.

## Description
La femelle holotype mesure 34 mm,.

## Systématique et taxinomie
Cette espèce a été décrite sous le protonyme Archisometrus hendersoni par Pocock en 1897. Elle est placée dans le genre Lychas par Pocock en 1900.

## Étymologie
Cette espèce est nommée en l'honneur de John Robertson Henderson.

## Publication originale
- Pocock, 1897 : « Descriptions of some new species of Scorpions from India. » Journal of the Bombay Natural History Society, vol. 11, p. 102-117 (texte intégral).